# CHAMBERS (アルバム)
『CHAMBERS』（チャンバース）は2001年11月28日にワーナー・ミュージックジャパンから発売されたSteady&Co.による1作目のスタジオ・アルバム。 主なジャンルはミクスチャー・ロックとヒップホップになっている。

## 概要
Dragon AshのKjとDJ BOTS、RIP SLIMEのILMARI、スケボーキングのSHIGEOからなる3MC+1DJによる期間限定で活動したグループが発売した唯一のアルバム。オリコンアルバムチャート2位を記録した。初回プレスは特別仕様。

## 収録曲
全曲作詞：ILMARI,Kj,SHIGEO／作曲・編曲：Steady&Co.
1. S・T・E・A・D・Y -intro- （1:22）
2. Chambers （3:58）
3. 風まかせ（3:48）
  - 「春夏秋冬」C/W。
4. Hip Drop（3:47）Apple Musicでは未配信
5. Sorrow （5:16）
6. 春夏秋冬（4:20）
  - 2枚目のシングル。MV監督は須永秀明。
  - 日本テレビ系『1億人の大質問!?笑ってコラえて!』 全世界日本語学校の旅 オープニングテーマ
7. Time Erases Everything（4:27）
8. Jammed Train Blues -inter-（1:41）
9. Pass da Mic（3:37）
  - 「Stay Gold」C/W
10. Wonderland（3:56）
11. Only Holy Story featuring azumi from wyolica（5:10）
  - ANA「東京キャンペーン」CMソング。
  - 後に12インチ・アナログ盤でリカット。[2]MV監督は須永秀明。
12. Up and Down （4:16）
13. 月光浴（3:36）
14. Stay Gold（4:56）
  - 1枚目のシングル。MV監督は須永秀明。
15. After Hours -outro-（1:31）